# Doyen de Wakefield

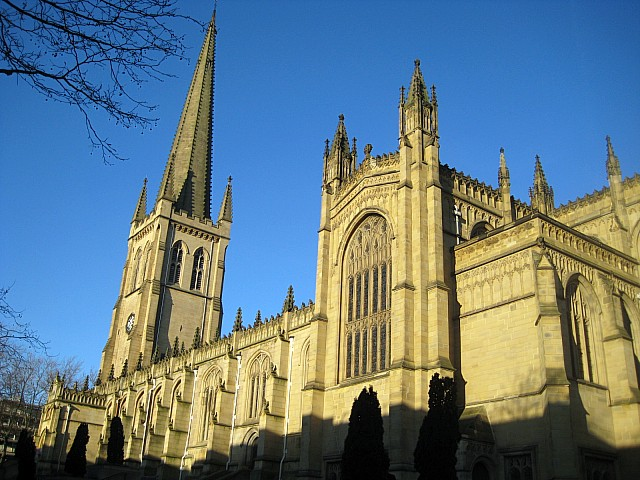
Cathédrale de Wakefield

Le doyen de Wakefield (Dean of Wakefield) est le président primus inter pares du chapitre de chanoines qui dirige la cathédrale de Wakefield (Cathedral Church of All Saints). Avant 2000, le poste était dénommé provost, ce qui était alors l'équivalent d'un doyen dans la plupart des cathédrales anglaises. La cathédrale est l'une des trois églises mères égales du diocèse de Ripon et Leeds et un des sièges de l'évêque de Leeds. Le doyen actuel est Jonathan Greener.

## Liste des provosts et doyens
| - 1931–1932 William MacLeod - 1933–1962 Noel Hopkins - 1962–1971 Philip Pare - 1972–1982 John Lister - 1982–1997 John Allen - 1997–2000 George Nairn-Briggs (devenu Doyen) | - 2000–2007 George Nairn-Briggs - 2007-26 November 2017 (annoncé) Jonathan Greener (président du diocèse depuis le 20 avril 2014; Doyen désigné d'Exeter) |

## Sources
- “Who was Who” 1897-2007 London, A & C Black, 2007   (ISBN 978-0-19-954087-7)
- The Times, Thursday, Nov 10, 1932; pg. 1; Issue 46287; col A Death of the first Provost of Wakefield
- Photo of the present Dean, Jonathan Greener
- Cathedral web-site